# Leichtathletik-Weltmeisterschaften 1997/100 m Hürden der Frauen
Der 100-Meter-Hürdenlauf der Frauen bei den Leichtathletik-Weltmeisterschaften 1997 wurde am 9. und 10. August 1997 im Olympiastadion der griechischen Hauptstadt Athen ausgetragen.
Weltmeisterin wurde die schwedische Olympiasiegerin von 1996 Ludmila Engquist, die bereits 1991 für die Sowjetunion unter ihrem damaligen Namen Ljudmila Naroschilenko den WM-Titel gewonnen hatte. Silber ging an die amtierende Europameisterin Swetla Dimitrowa aus Bulgarien, die 1994 mit der 4-mal-100-Meter-Staffel ihres Landes zusätzlich auch die Bronzemedaille errungen hatte. Die Jamaikanerin Michelle Freeman, die mit den Sprintstaffeln ihres Landes 1996 Olympiabronze und 1993 WM-Bronze gewonnen hatte, kam auf den dritten Rang. Sie war im Vorlauf mit 12,53 s Landesrekord gelaufen, den sie im Halbfinale noch einmal um eine Hundertstelsekunde verbessert hatte. Im Finale verfehlte sie diesen Rekord um neun Hundertstelsekunden.

## Bestehende Rekorde
| Weltrekord               | 12,21 s | Jordanka Donkowa   | Stara Sagora, Bulgarien | 20. August 1988   |
| Weltmeisterschaftsrekord | 12,34 s | Ginka Sagortschewa | WM 1987 in Rom, Italien | 4. September 1987 |

Der bestehende WM-Rekord wurde bei diesen Weltmeisterschaften nicht eingestellt und nicht verbessert.
Dreimal wurden Landesrekorde verbessert:
- 12,53 s Michelle Freeman (Jamaika) – 1. Vorlauf am 9. August (0,2 m/s Rückenwind)
- 13,00 s Corien Botha (Südafrika) – 1. Vorlauf am 9. August (0,2 m/s Rückenwind)
- 12,52 s Michelle Freeman (Jamaika) – 1. Halbfinale am 10. August (0,4 m/s Gegenwind)

## Vorrunde
Die Vorrunde wurde in fünf Läufen durchgeführt. Die ersten beiden Athletinnen pro Lauf – hellblau unterlegt – sowie die darüber hinaus sechs zeitschnellsten Läuferinnen – hellgrün unterlegt – qualifizierten sich für das Halbfinale.

### Vorlauf 1
9. August 1997, 19:10 Uhr
Wind: +0,2 m/s
| Platz | Name               | Nation      | Zeit (s) |
| ----- | ------------------ | ----------- | -------- |
| 1     | Michelle Freeman   | Jamaika     | 12,53 NR |
| 2     | Julie Baumann      | Schweiz     | 12,91    |
| 3     | Anjanette Kirkland | USA         | 12,99    |
| 4     | Heike Blaßneck     | Deutschland | 13,00    |
| 5     | Corien Botha       | Südafrika   | 13,00 NR |
| 6     | Aneta Sosnowska    | Polen       | 13,28    |
| 7     | Virginie Gollino   | Monaco      | 15,26    |
| DNS   | Véronique Linster  | Luxemburg   |          |

### Vorlauf 2
9. August 1997, 19:15 Uhr
Wind: +1,5 m/s
| Platz | Name                      | Nation         | Zeit (s) |
| ----- | ------------------------- | -------------- | -------- |
| 1     | Ludmila Engquist          | Schweden       | 12,62    |
| 2     | Patricia Girard           | Frankreich     | 12,67    |
| 3     | Swetlana Lauchowa         | Russland       | 12,88    |
| 4     | Sriyani Kulawansa-Fonseca | Sri Lanka      | 13,07    |
| 5     | Angela Thorp              | Großbritannien | 13,08    |
| 6     | Carla Tuzzi               | Italien        | 13,10    |
| 7     | Taiwo Aladefa             | Nigeria        | 13,16    |

### Vorlauf 3
9. August 1997, 19:20 Uhr
Wind: +0,2 m/s
| Platz | Name                | Nation         | Zeit (s) |
| ----- | ------------------- | -------------- | -------- |
| 1     | Dionne Rose         | Jamaika        | 12,84    |
| 2     | Diane Allahgreen    | Großbritannien | 13,03    |
| 3     | Dawn Bowles         | USA            | 13,11    |
| 4     | Nadège Joseph       | Frankreich     | 13,23    |
| 5     | Irina Schewtschenko | Russland       | 13,32    |
| 6     | Yvonne Kanazawa     | Japan          | 13,34    |
| 7     | Hristiána Tabáki    | Griechenland   | 13,82    |

### Vorlauf 4

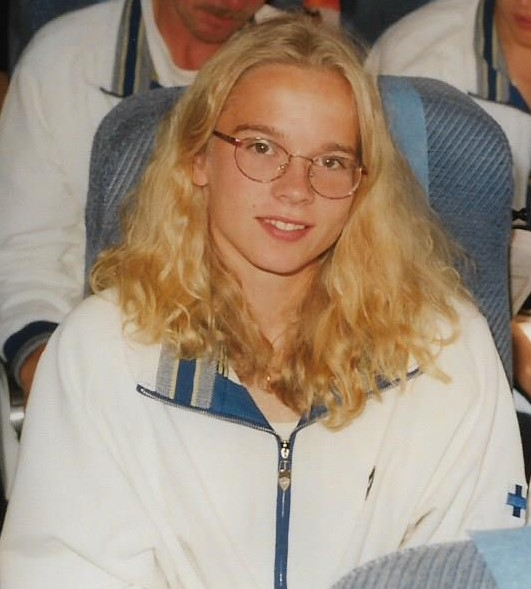
Als Sechste ihres Vorlaufs erreichte Johanna Halkoaho nicht das Finale

9. August 1997, 19:25 Uhr
Wind: +0,6 m/s
| Platz | Name                  | Nation     | Zeit (s) |
| ----- | --------------------- | ---------- | -------- |
| 1     | Swetla Dimitrowa      | Bulgarien  | 12,68    |
| 2     | Angela Atede          | Nigeria    | 12,83    |
| 3     | Astia Walker          | Jamaika    | 12,86    |
| 4     | Iveta Rudová          | Tschechien | 13,14    |
| 5     | Nicole Ramalalanirina | Madagaskar | 13,21    |
| 6     | Johanna Halkoaho      | Finnland   | 13,52    |
| DNF   | Anna Leszczyńska      | Polen      |          |

### Vorlauf 5
9. August 1997, 19:30 Uhr
Wind: −1,6 m/s
| Platz | Name                  | Nation      | Zeit (s) |
| ----- | --------------------- | ----------- | -------- |
| 1     | Keturah Anderson      | Kanada      | 12,96    |
| 2     | Brigita Bukovec       | Slowenien   | 12,97    |
| 3     | Julija Graudyn        | Russland    | 13,07    |
| 4     | Melissa Morrison      | USA         | 13,11    |
| 5     | Aliuska López         | Kuba        | 13,19    |
| 6     | María José Mardomingo | Spanien     | 13,42    |
| 7     | Verónica De Paoli     | Argentinien | 13,83    |

## Halbfinale
Aus den beiden Halbfinalläufen qualifizierten sich die jeweils ersten vier Athletinnen – hellblau unterlegt – für das Finale.

### Halbfinallauf 1
10. August 1997, 19:00 Uhr
Wind: −0,4 m/s
| Platz | Name               | Nation    | Zeit (s) |
| ----- | ------------------ | --------- | -------- |
| 1     | Michelle Freeman   | Jamaika   | 12,52 NR |
| 2     | Swetla Dimitrowa   | Bulgarien | 12,74    |
| 3     | Brigita Bukovec    | Slowenien | 12,76    |
| 4     | Keturah Anderson   | Kanada    | 12,80    |
| 5     | Julie Baumann      | Schweiz   | 12,97    |
| 6     | Astia Walker       | Jamaika   | 13,00    |
| 7     | Anjanette Kirkland | USA       | 13,04    |
| 8     | Julija Graudyn     | Russland  | 13,07    |

### Halbfinallauf 2
10. August 1997, 19:10 Uhr
Wind: +0,2 m/s
| Platz | Name              | Nation         | Zeit (s) |
| ----- | ----------------- | -------------- | -------- |
| 1     | Ludmila Engquist  | Schweden       | 12,53    |
| 2     | Patricia Girard   | Frankreich     | 12,68    |
| 3     | Swetlana Lauchowa | Russland       | 12,88    |
| 4     | Dionne Rose       | Jamaika        | 12,89    |
| 5     | Angela Atede      | Nigeria        | 12,91    |
| 6     | Heike Blaßneck    | Deutschland    | 12,94    |
| 7     | Corien Botha      | Südafrika      | 13,12    |
| 8     | Diane Allahgreen  | Großbritannien | 13,25    |

## Finale
10. August 1997, 20:35 Uhr
Wind: −0,3 m/s
| Platz | Name              | Nation     | Zeit (s)                    |
| ----- | ----------------- | ---------- | --------------------------- |
| 1     | Ludmila Engquist  | Schweden   | 12,50                       |
| 2     | Swetla Dimitrowa  | Bulgarien  | 12,58                       |
| 3     | Michelle Freeman  | Jamaika    | 12,61                       |
| 4     | Brigita Bukovec   | Slowenien  | 12,69                       |
| 5     | Dionne Rose       | Jamaika    | 12,87                       |
| 6     | Keturah Anderson  | Kanada     | 12,88                       |
| 7     | Swetlana Lauchowa | Russland   | 12,98                       |
| DSQ   | Patricia Girard   | Frankreich | IAAF Rule 162.8 – Fehlstart |

## Video
- Women's 100m Hurdles World Athletics Championships Athens 1997 auf youtube.com, abgerufen am 1. Juli 2020